# TechnoSat
TechnoSat (auch Tubsat 12) ist ein Technologieerprobungssatellit der Technischen Universität Berlin und des Deutschen Zentrums für Luft- und Raumfahrt.
Der Satellit wurde am 14. Juli 2017 um 6:36:49 UTC mit einer Sojus-2.1a-Trägerrakete mit Fregat-Oberstufe vom Raketenstartplatz Baikonur in eine sonnensynchrone Umlaufbahn gebracht. Neben der Hauptnutzlast Kanopus-V-IK wurden 72 weitere Satelliten aus Deutschland, Japan, Russland, Norwegen, Kanada und den USA (darunter TechnoSat) ins All gebracht.
Der Nanosatellit soll der Demonstration und Verifikation neu entwickelter Komponenten und Subsysteme, sowie der Entwicklung und dem Einsatz des für verschiedene Nutzlasten, Orbits und Missionsszenarien verwendbaren und wiederverwendbaren Nanosatellitenbusses TUBiX20 dienen. Unter den getesteten Komponenten sind ein fluiddynamischer Aktuator (FDA) für die gezielte Lageregelung, ein S-Band-Sender HISPICO, Laser-Retroreflektoren, ein Solar Generator Impact Detector (SOLID) zur Bestimmung von Mikrometeoriten und Weltraumtrümmerteilen, der Sternsensor STELLA, ein Reaktionsradsystem und eine Kamera. TechnoSat hat eine Startmasse von etwa 20 kg und weist äußere Abmaße von etwa 305 × 465 × 465 mm auf. Die Lebensdauer soll ein Jahr betragen.